# Dolní Vysoké
Dolní Vysoké je malá vesnice, část města Úštěku v okrese Litoměřice. Nachází se asi čtyři kilometry západně od Úštěku. Prochází zde silnice II/260. Dolní Vysoké leží v katastrálním území Dolní Vysoké I o rozloze 1,19 km².

## Historie
První písemná zmínka o vesnici pochází z roku 1374.

## Pamětihodnosti
- Dřevěné lidové stavby z 18.–19. století, srubové: čp. 3, 6, 15 aj.; hrázděné stodoly u čp. 9, 10, 11 aj.
- Zděné domy empírového typu z 19. století., např. čp. 16 a čp. 21
- Kaplička ze druhé poloviny 19. století, která je čtvercová s půlkruhově sklenutým vchodem. Na průčelí má zvoničkový nástavec.
- Křížek u silnice, který je kamenný, pseudogotický tvarů, s kalichem v křížení břevna. Na jeho podstavci je letopočet 1882.[5]

## Obyvatelstvo
Při sčítání lidu v roce 1921 zde žilo 102 obyvatel (z toho 41 mužů) německé národnosti, z nichž bylo sedm evangelíků a zbývající se hlásili k římskokatolické církvi. Podle sčítání lidu z roku 1930 měla vesnice 93 obyvatel německé národnosti. Kromě čtyř evangelíků byli římskými katolíky.
|                                                                  | 1869 | 1880 | 1890 | 1900 | 1910 | 1921 | 1930 | 1950 | 1961 | 1970 | 1980 | 1991 | 2001 | 2011 |
| ---------------------------------------------------------------- | ---- | ---- | ---- | ---- | ---- | ---- | ---- | ---- | ---- | ---- | ---- | ---- | ---- | ---- |
| Obyvatelé                                                        | 104  | 111  | 97   | 100  | 105  | 102  | 93   | 47   | 39   | 39   | 28   | 16   | 8    | 21   |
| Domy                                                             | 22   | 23   | 21   | 22   | 21   | 20   | 21   | 24   | .    | 7    | 5    | 11   | 11   | 16   |
| Počet domů z roku 1961 je zahrnut v domech místní části Habřina. |      |      |      |      |      |      |      |      |      |      |      |      |      |      |